# Steve Adams (cầu thủ bóng đá, sinh năm 1958)
Stephen Thomas Adams (sinh ngày 18 tháng 6 năm 1958) là một cầu thủ bóng đá người Anh thi đấu ở Football League, ở vị trí Tiền vệ.